# 深海花介科
深海花介科（學名：Bythocytheridae）是甲殼亞門介形綱速足介目之下的一個科。

## 分類
深海花介科之下還有一個只有化石物種的亞科（Keijicytherinae Kozur, 1985）；之下還有下列各屬：

### 屬
- Abyssobythere（荷兰语：Abyssobythere） Ayress & Whatley, 1989
- Acvocaria（荷兰语：Acvocaria） Gramm, 1975 †
- Antarcticythere（荷兰语：Antarcticythere） Neale, 1967
- Antebythoceratina（荷兰语：Antebythoceratina） Schornikov, 1990 †
- Antella（荷兰语：Antella (dier)） Schornikov & Mikhailova, 1990
- Asperobythere（荷兰语：Asperobythere） Schornikov & Mikhailova, 1990
- Australobythere（荷兰语：Australobythere） Yassini, Jones, King, Ayress & Dewi, 1995
- Baltraella（荷兰语：Baltraella） Pokorny, 1968
- Bathynocythere（荷兰语：Bathynocythere） Malz & Jellinek, 1994
- Berounella（荷兰语：Berounella） Boucek, 1936 †
- 雙峰介屬（荷兰语：Bisoceratina） Bisoceratina（荷兰语：Bisoceratina） Hu & Tao, 2008[3][4]
- 牛角介屬（荷兰语：Bubuloceratina） Bubuloceratina（荷兰语：Bubuloceratina） Hu & Tao, 2008[3][4]
- 深海角介属（荷兰语：Bythoceratina） Bythoceratina（荷兰语：Bythoceratina） Hornibrook, 1952[1][3][4]
- 深海花介属（荷兰语：Bythocythere） Bythocythere（荷兰语：Bythocythere） Sars, 1866[1][3][4]
- Bythocytheropteron（荷兰语：Bythocytheropteron） Whatley & Zhao (Yi-Chun), 1988
- Bythonavicula（荷兰语：Bythonavicula） Schornikov & Mikhailova, 1990
- Calcarellites（荷兰语：Calcarellites） Schornikov & Mikhailova, 1990
- Convexochilus（荷兰语：Convexochilus） Schornikov, 1982
- Corniferacia（荷兰语：Corniferacia） Schornikov & Mikhailova, 1990
- Costoalacia（荷兰语：Costoalacia） Schornikov & Mikhailova, 1990
- Costoantella（荷兰语：Costoantella） Schornikov & Mikhailova, 1990
- Costobythere（荷兰语：Costobythere） Schornikov & Mikhailova, 1990
- Crassacythere（荷兰语：Crassacythere） Gruendel & Kozur, 1972 †
- Cretaceratina（荷兰语：Cretaceratina） Neale, 1975 †
- Cuneoceratina（荷兰语：Cuneoceratina） Gruendel & Kozur, 1972 †
- Dentibythere（荷兰语：Dentibythere） Schornikov, 1982
- Dentoceratina（荷兰语：Dentoceratina） Schornikov, 1990
- Dopseucythere（荷兰语：Dopseucythere） Malz & Jellinek, 1994
- Eomonoceratina（荷兰语：Eomonoceratina） Zhang (Jin-Jian), 1982 †
- Gibbobythere（荷兰语：Gibbobythere） Schornikov & Mikhailova, 1990
- Hanaiceratina（荷兰语：Hanaiceratina） McKenzie, 1974 †
- Hodzhella（荷兰语：Hodzhella） Schornikov & Mikhailova, 1990
- Jonesia Brady, 1866
- Kitabythere（荷兰语：Kitabythere） Schornikov & Mikhailova, 1990
- Kozurocythere（荷兰语：Kozurocythere） Schornikov, 1990
- Kristanella（荷兰语：Kristanella） Schornikov, 1990
- Leviantella（荷兰语：Leviantella） Schornikov & Mikhailova, 1990
- Macrocythere（荷兰语：Macrocythere） Sars, 1926
- Mayburya（荷兰语：Mayburya） Coles & Whatley, 1989 †
- Miracythere（荷兰语：Miracythere） Hornibrook, 1952
- 单角介属（荷兰语：Monoceratina） Monoceratina（荷兰语：Monoceratina） Roth, 1928 †[1]
- Montocythere（荷兰语：Montocythere） Schornikov, 1990
- Nasoceratina（荷兰语：Nasoceratina） Schornikov, 1990 †
- Nealocythere（荷兰语：Nealocythere） Schornikov, 1982
- Nemoceratina（荷兰语：Nemoceratina） Gruendel & Kozur, 1971 †
- Nipponojonesia（荷兰语：Nipponojonesia） Schornikov, 1990
- Obibythere（荷兰语：Obibythere） Schornikov & Mikhailova, 1990
- Oculoceratina（荷兰语：Oculoceratina） Schornikov, 1990 †
- 耳鳴介屬（荷兰语：Otocytherella） Otocytherella（荷兰语：Otocytherella） Hu & Tao, 2008[3][4]
- Paraantella（荷兰语：Paraantella） Schornikov & Mikhailova, 1990
- Paraberounella（荷兰语：Paraberounella） Blumenstengel, 1965 †
- 似深海花介属 Parabythocythere Gou & Huang in Gou, Zheng & Huang, 1983 †[1][3][4]：又名似海花介屬
- Parabythocythere Kozur, 1983 †
- Patellacythere（荷兰语：Patellacythere） Gruendel & Kozur, 1972 †
- Phlyctobythocythere（荷兰语：Phlyctobythocythere） Bonaduce, Masoli & Pugliese, 1978 †
- Praebythoceratina（荷兰语：Praebythoceratina） Gruendel & Kozur, 1972 †
- Profundobythere（荷兰语：Profundobythere） Coles & Whatley, 1989 †
- Protojonesia（荷兰语：Protojonesia） Deroo, 1966 †
- Pseudoceratina（荷兰语：Pseudoceratina (kreeft)） Bold, 1965
- 假花介属（荷兰语：Pseudocythere） Pseudocythere（荷兰语：Pseudocythere） Sars, 1866[1][3][4]
- Pseudojonesia（荷兰语：Pseudojonesia） Schornikov, 1990
- Pseudomonoceratina（荷兰语：Pseudomonoceratina） Gruendel & Kozur, 1972 †
- Pteropseudocythere（荷兰语：Pteropseudocythere） Schornikov, 1982
- Punctoceratina（荷兰语：Punctoceratina） Schornikov, 1990 †
- Rectospinacia（荷兰语：Rectospinacia） Schornikov & Mikhailova, 1990
- Retibythere（荷兰语：Retibythere） Schornikov, 1981
- Rhombobythere（荷兰语：Rhombobythere） Schornikov, 1982
- Rostrocythere（荷兰语：Rostrocythere） Schornikov, 1981
- Ruggieriella（荷兰语：Ruggieriella） Colalongo & Pasini, 1980 †
- Sagittibythere（荷兰语：Sagittibythere） Schornikov & Mikhailova, 1990
- Saxellacythere（荷兰语：Saxellacythere） Gruendel & Kozur, 1972 †
- Sclerochilus Sars, 1866
- Siliquicythere（荷兰语：Siliquicythere） Schornikov & Mikhailova, 1990
- Spinoalacia（荷兰语：Spinoalacia） Schornikov & Mikhailova, 1990
- Stillina（荷兰语：Stillina） Laurencich, 1957 †
- Striatojonesia（荷兰语：Striatojonesia） Schornikov, 1990
- Strumibythere（荷兰语：Strumibythere） Schornikov & Mikhailova, 1990
- Taxodiella（荷兰语：Taxodiella） Kuznetsova, 1957 †
- Tenericythere（荷兰语：Tenericythere） Schornikov & Mikhailova, 1990
- Triassocythere（荷兰语：Triassocythere） Gruendel & Kozur, 1972 †
- 三角介属（荷兰语：Triceratina） Triceratina（荷兰语：Triceratina） Upson, 1933 †[1]
- Triebacythere（荷兰语：Triebacythere） Gruendel & Kozur, 1972 †
- oceratina（荷兰语：Tuberoceratina） Gruendel & Kozur, 1972 †
- Vallumoceratina（荷兰语：Vallumoceratina） Knuepfer, 1967 †
- Vandenboldina Wilson, 2010
- Veeniceratina（荷兰语：Veeniceratina） Gruendel & Kozur, 1972 †
- Velibythere（荷兰语：Velibythere） Schornikov, 1982
- Ventrobythere（荷兰语：Ventrobythere） Schornikov & Mikhailova, 1990
- Vitjasiella（荷兰语：Vitjasiella） Schornikov, 1976

## 外部連結
- 維基物種上的相關：深海花介科